# Samuel F. Gove

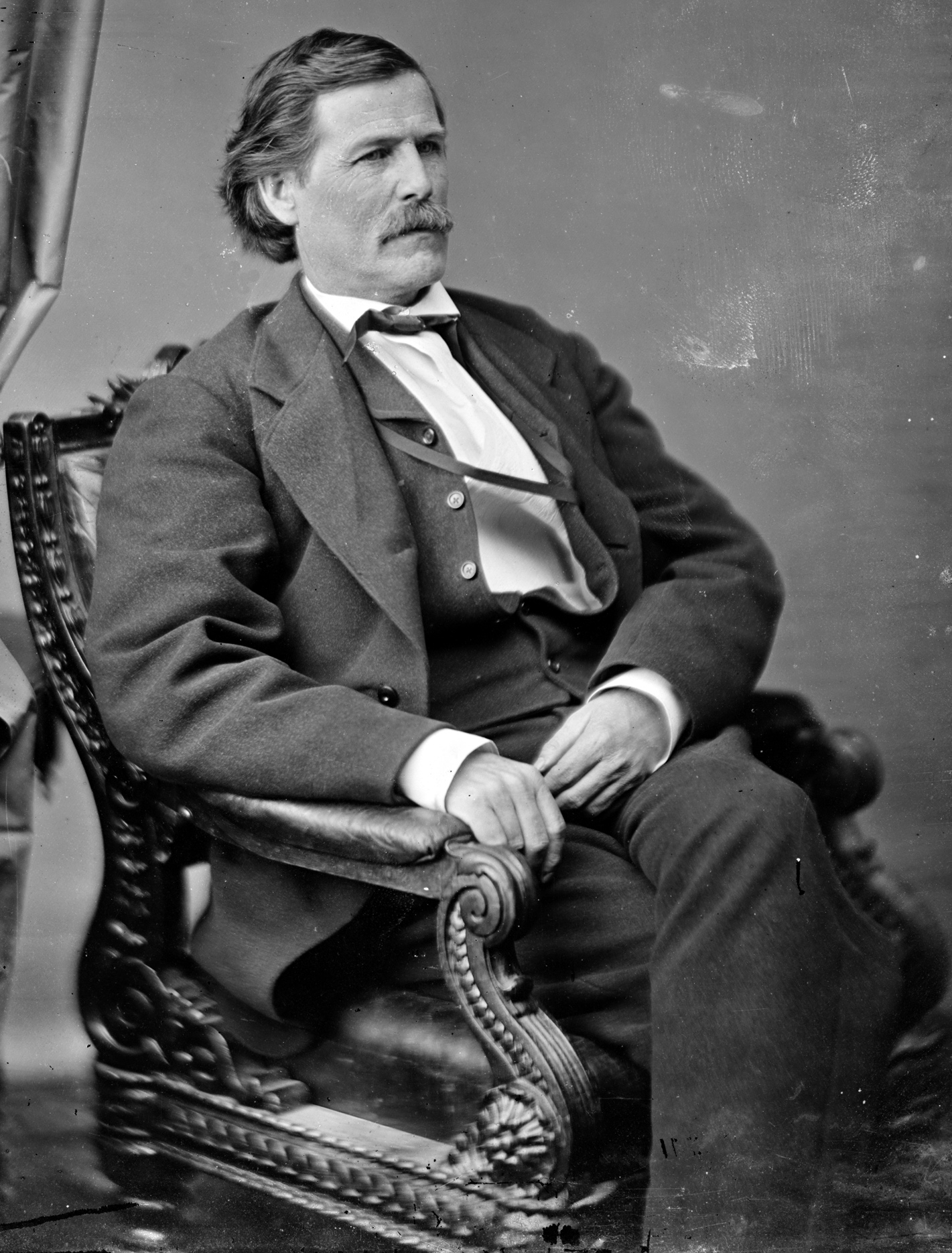
Samuel F. Gove

Samuel Francis Gove (* 9. März 1822 in Weymouth, Norfolk County, Massachusetts; † 3. Dezember 1900 in St. Augustine, Florida) war ein US-amerikanischer Politiker. Zwischen 1868 und 1869 vertrat er den Bundesstaat Georgia im US-Repräsentantenhaus.

## Werdegang
Samuel Gove besuchte die öffentlichen Schulen seiner Heimat und zog im Jahr 1835 mit seinen Eltern nach Georgia, wo sich die Familie im Twiggs County niederließ. Dort arbeitete Gove im Handel und in der Landwirtschaft. Außerdem war er missionarisch tätig. Politisch trat er erst nach dem Bürgerkrieg als Mitglied der Republikanischen Partei in Erscheinung.
Nach der Wiederzulassung des Staates Georgia zur Union wurde er im vierten Wahlbezirk von Georgia in das US-Repräsentantenhaus in Washington, D.C. gewählt, wo er am 25. Juni 1868 sein neues Mandat antrat. Bei den regulären Kongresswahlen des Jahres 1868 wurde er bestätigt. Da ihm aber sein Sitz verweigert wurde, konnte er bis zum 3. März 1869 nur die laufende Legislaturperiode im Kongress beenden.
Im Jahr 1877 wurde Samuel Gove als Geistlicher der Baptistenkirche ordiniert. Zwischen 1879 und seinem Tod am 3. Dezember 1900 war er als reisender Missionar für seine Kirche unterwegs.